# Cobblepot Games

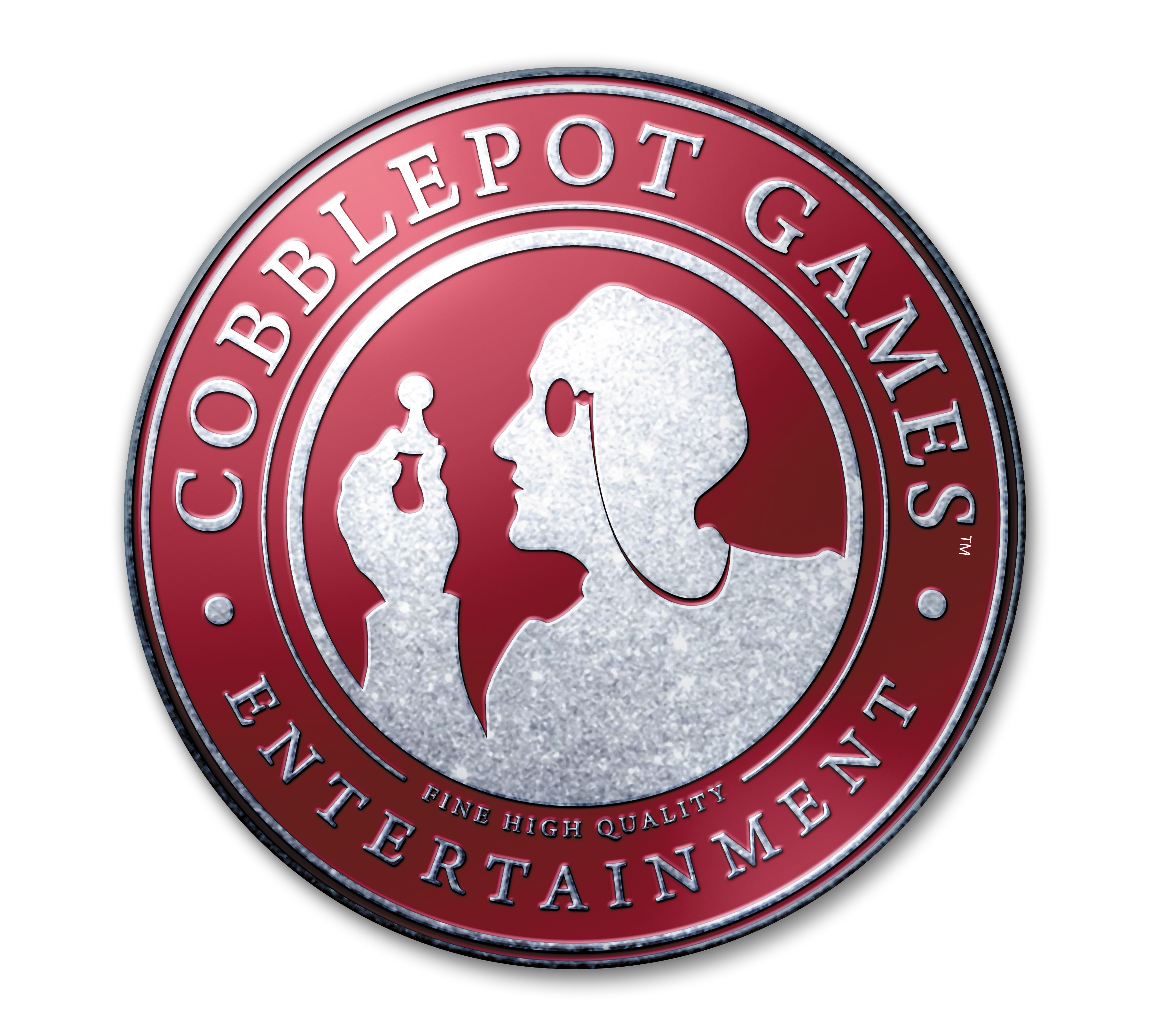
Il logo di Cobblepot Games

Cobblepot Games è uno studio di produzione italiano specializzato nella progettazione e sviluppo di giochi da tavolo con sede a Ravenna. L'azienda si è affermata come uno dei principali studi nel settore, offrendo servizi che spaziano dalla concezione dell'idea originale fino alla realizzazione finale del prodotto, inclusi sviluppo, playtesting, grafica e ingegnerizzazione dei componenti. Fondata nel 2012, è diretta da Giacomo Santopietro, che ricopre il ruolo di direttore creativo e coordina lo sviluppo dei titoli realizzati internazionalmente.

## Progetti principali
I giochi di Cobblepot Games sono organizzati in tre categorie distinte, ciascuna con un focus specifico:
- Sir Chester Cobblepot: dedicata alla produzione di giochi da tavolo con una forte componente tematica. Tra i titoli più noti vi sono Lettere da Whitechapel di Gabriele Mari e Gianluca Santopietro,[2] la trilogia Comedìa—ispirata alla Divina Commedia e realizzata in occasione del settimo centenario della morte di Dante Alighieri, utilizzando le incisioni di Gustave Doré[1]—e La Casa de Papel: Behind the Mask, gioco da tavolo edito da Clementoni su licenza Netflix dell'omonima serie TV[5]. Un altro titolo significativo è Paolo e Francesca: Intrighi a Gradara, un gioco di carte ispirato alla tragica vicenda di Paolo Malatesta e Francesca da Polenta. Il gioco è stato concepito come strumento di promozione turistica per la città di Gradara, grazie alla sua ambientazione storica dettagliata e alla ricostruzione fedele del borgo[6]: anche il Touring Club Italiano ha riconosciuto il valore dell'iniziativa.[7]
- Young Cobblepot: focalizzata su progetti originali con un approccio creativo. Tra i progetti più rilevanti si annoverano Raccontami una Storia[8], parte integrante dell'iniziativa "Scrittori di Classe 2" promossa da Conad[9], e Il Diavolo e l'Acqua Scura, ispirato all'omonimo romanzo di Stuart Turton[10].
- Professor Cobblepot: specializzata nella produzione di giochi educativi che offrono uno spazio inclusivo. Tra i progetti principali vi sono A Caccia di Conchiglie[11] e La Corsa dei Colori, pubblicati da Erickson e adatti a bambini dai 5 anni in su[12]. Inoltre, il progetto sCOOL FOOD, promosso dalla Fondazione Monte dei Paschi di Siena in collaborazione con la Barilla Foundation, è volto a sensibilizzare i giovani su tematiche legate al cibo, all'ambiente e alla sostenibilità.[13]

## Collaborazioni
Cobblepot Games è attivamente coinvolta in progetti educativi e sociali. In collaborazione con la cooperativa sociale La Pieve, ha ideato la figura dell'educatore ludico, un ruolo professionale concepito per utilizzare il gioco da tavolo come strumento educativo in vari contesti, tra cui scuole, centri educativi, strutture per la disabilità e istituti penitenziari. Alcune di queste esperienze sono state raccolte e raccontate nel libro Tuttingioco, scritto da Gabriele Mari e pubblicato da Homeless Book.

## Premi e riconoscimenti
L'azienda ha ricevuto riconoscimenti nel settore ludico, tra cui il Nerd Play Award 2016 assegnato a Tommaso Bagnoli per un'idea di gioco successivamente prodotta e pubblicata con il titolo Schönbrunn da Giochi Uniti.